# Burkard Freiherr von Müllenheim-Rechberg
Burkard Freiherr von Müllenheim-Rechberg (ur. 25 czerwca 1910 w Spandau, zm. 1 czerwca 2003 w Herrsching am Ammersee) – niemiecki wojskowy, pisarz oraz pracownik służb dyplomatycznych RFN.

## Okres przedwojenny
Urodzony w rodzinie posiadającej długie wojskowe tradycje, w roku 1929 rozpoczął służbę w Reichsmarine. W tym czasie odbył służbę na okrętach „Königsberg” i „Karlsruhe”. Od roku 1935 służył w Szkole Marynarki w Mürwik, jako dowódca sekcji. Jesienią 1938 roku mianowany asystentem niemieckiego attaché morskiego w Londynie.

## II wojna światowa
W październiku 1939 objął stanowisko czwartego oficera artylerii na pancerniku Scharnhorst. Po uszkodzeniu tej jednostki podczas wypadu w rejon Szetlandów, przeniesiony na niszczyciel „Erich Giese”, na stanowisko pierwszego oficera. Po zniszczeniu tej jednostki w bitwie pod Narwikiem przeniesiony został na pancernik Bismarck jako czwarty oficer artylerii. Uczestniczył w operacji Rheinübung, mającej na celu niszczenie alianckiej żeglugi na Atlantyku, zakończonej zniszczeniem „Bismarcka”. Von Müllenheim-Rechberg był najstarszym stopniem uratowanym oficerem z „Bismarcka”.

## Niewola i okres powojenny
Niewolę spędził w obozach jenieckich w Wielkiej Brytanii i Kanadzie. Do Niemiec powrócił w listopadzie 1946 roku. Po wojnie Uniwersytet Johanna Wolfganga Goethego we Frankfurcie nad Menem zezwolił mu na ukończenie rozpoczętych w obozie jenieckim studiów prawniczych. Po ich zakończeniu rozpoczął karierę w służbach dyplomatycznych RFN. Pełnił między innymi funkcję konsula generalnego w Toronto oraz ambasadora w Tanzanii i Demokratycznej Republice Konga. Na emeryturę odszedł w roku 1975. Autor wspomnień z okresu służby na „Bismarcku” zatytułowanych: Schlachtschiff Bismarck – Ein Überlebender in seiner Zeit (polski tytuł Pancernik „Bismarck”).